# Arnebert
Arnebert, auch Arnebertus oder Arinbert, (* 6. Jahrhundert; † 637) war ein fränkischer Adliger und unter der Herrschaft der Merowinger Dux des Pagus Neustroburgund im Gebiet südlich von Paris.

## Leben
Nach der Chronik des Fredegar entstammte Arnebert einer fränkischen Familie,  die im Gebiet südlich der Merowingerresidenz Clichy begütert und einflussreich war.
Als Dux von Neustroburgund wird Arnebert vom Chronisten bereits für das Jahr 626 erwähnt; nach Auskunft der Quellen gehörte er zu den loyalsten Amtsträgern der Merowingerkönige Chlotar II. und Dagobert I.
Arnebert war mit einer Tochter des burgundischen Hausmeiers Warnachar II. verheiratet, der im Jahr 627 verstarb. Dessen Sohn Godinus erhob Anspruch auf das Amt des Vaters, indem er gegen das kirchliche Verbot seine Stiefmutter Bertha heiratete. Chlotar II. nutzte diesen Skandal geschickt dazu aus, die Macht der burgundischen Hausmeier dauerhaft zu brechen und beauftragte den Dux von Neustroburgund, seinen Schwager zu töten. Arnebert stellte sich gegen die Familie seiner Ehefrau und verfolgte den fliehenden Godinus – was darauf schließen lässt, dass Arnebert der Gruppe von Duces um Amalgar und Chramnelenus angehörte, die mit dem Haus des Warnachar um die Macht in Burgund konkurrierten.
Godinus konnte zwar nach Neustrien entkommen, wurde dort aber kurz darauf von Waldebert und Chramnulf, zwei Gefolgsleuten Chlotars nahe Chartres erschlagen.
Wenige Jahre danach, 630, ist Arnebert an der Beseitigung des neustrischen Großen Brodulf beteiligt. König Dagobert I. hatte nach Chlotars Tod die Herrschaft im Frankenreich übernommen und seinen Halbbruder Charibert II., der als einfältig (simplex) beschrieben wurde, bei der üblichen Erbteilung übergangen. Wie Fredegar berichtet, war der König auf Druck neustrischer Adliger um Chariberts Onkel Brodulf gezwungen, seinem Halbbruder das Unterkönigreich in Aquitanien abzutreten. Um die Durchsetzung neustrischer Partikularinteressen im Frankenreich für die Zukunft zu verhindern, beschloss Dagobert, den einflussreichen Onkel Chariberts beseitigen zu lassen. 630 wurde Brodulf, der sich auf dem Weg nach Aquitanien befand, auf Betreiben des Frankenkönigs während eines Aufenthaltes im burgundischen Saint-Jean-de-Losne gemeinschaftlich von Arnebert, Amalgar und dem Patricius Willibad ermordet.
Im Jahr 637 gehörte Arnebert schließlich zu den Duces an der Spitze des fränkischen Heeres, das von Dagobert I. zur Niederschlagung eines Aufstandes der Basken aufgeboten wurde.
Während der Hauptteil des Frankenheeres ohne Verlust zurückkehren konnte, geriet Arnebert mit den meisten der Großen und Edlen seines Heereskontingents in einen baskischen Hinterhalt und wurde im Vallis Subola in den Pyrenäen getötet.
Aufgrund der Parallelität der Ereignisse sowie ihrer geographischen Nachbarschaft hält es die Forschung für wahrscheinlich, dass die historischen Umstände des Todes von Arnebert dem wesentlich jüngeren Rolandslied und dem Mythos von Roncesvalles  als Vorbild gedient haben könnten.